# Malinowo (obwód Gabrowo)
Malinowo (bułg. Малиново) – dawna wieś, od 23 marca 2013 roku podlegająca administracyjnie pod obszar wsi Mleczewo, w środkowej Bułgarii, w obwodzie Gabrowo, w gminie Sewliewo.